# Euxoa dolens
Euxoa dolens är en fjärilsart som beskrevs av Smith 1906. Euxoa dolens ingår i släktet Euxoa och familjen nattflyn. Inga underarter finns listade i Catalogue of Life.